# Psila shatalkini
Psila shatalkini är en tvåvingeart som beskrevs av Iwasa 1995. Psila shatalkini ingår i släktet Psila och familjen rotflugor.
Artens utbredningsområde är Nordkorea. Inga underarter finns listade i Catalogue of Life.